# Дача Теселі
Дача Теселі (крим. Teselli) — пам'ятка в Криму. Розташована на заході міста Форос, близько мису Миколая. Назва «Теселі» походить від грецького слова «тиша» і кримськотатарського teselli — «розрада». Завдяки рельєфу території дачі захищена від вітру з північного, західного і східного напрямів. Мис біля садиби був названий на честь її першого власника Миколи Раєвського-старшого — мис Миколи.

## Історія
Імператор Олександр I на початку 1820-х років наділив героя Французко-російської війни 1812 року і Бородінської битви, генералу Миколі Раєвському-старшому маєток у Криму.
Була побудована у формі літери «Г», з і венеціанськими вікнами та відкритою верандою, на якій був мальовничий вид на море. Микола Раєвський відвідав своє володіння восени 1820 року, коли спільно з Олександром Пушкіним здійснював подорож із Гурзуфа в Бахчисарай через Чортові сходи. У 1826—1829 роках Микола Раєвський-старший часто відвідував маєток для будівництва будинку та облаштування парку.
Після смерті батька в 1829 році син Миколи Раєвського-старшого Микола Раєвський-молодший отримав маєток і продовжив облаштування дачі та парку. У 1889 році на висоті 25-50 метрів над рівнем моря з інкерманського каменю було побудовано двоповерхову будівлю у стилі класицизму, яка прикрашена сірим вапняком, викладеним за мозаїчною схемою. У 1885—1892 роках за участю садівника і вченого Едуарда Альбрехта, а також інших ботаніків із Нікітського ботанічного саду в маєтку був облаштований ландшафтний парк, що становить понад 200 видів кримської флори, в тому числі й рідкісні види: туполисту фісташку, піцундську сосну, ялівець високий, суничне дерево, іглицю.
Оскільки Микола Раєвський-молодший перебував у немилості в імператора, він був змушений весь час жити в садибі з 1831 по 1837 рік. Захоплений облаштуванням парку він вів листування з відомими ботаніками: Фрідріхом Фішером, Християном Стевеном, Миколою Гартвісом.
У 1843 році після смерті Миколи Раєвського-молодшого садиби успадкував його другий син Михайло Миколайович Раєвський. Останньою власницею з цієї родини стала Марія Михайлівна, яка в 15 років отримала дачу у власність за дарчим записом. Після того, як Марія Михайлівна в 1876 вийшла заміж за полковника Плаутіна і поїхала жити за кордон, вона більше не поверталася до свого маєтку. У цілому маєтком володіли чотири покоління роду Раєвських.
У 1887 маєток був придбаний чайним магнатом Олександром Кузнєцовим, яка побудував особняк і продовжив створення парку. У путівнику 1902 року О. Я. Безчинського описана садиба Плаутіною Теселі
|  | Земли в имении 500 дес. Есть хороший парк и виноградник; много декоративных растений разбросано по овражкам с лужайками, часто вперемежку с лесными деревьями. Местность бедна водой, но, как и весь край, очень живописна. |

1916 році дачу Теселі відвідували для відпочинку Федір Шаляпін і Максим Горький. На честь цієї події згодом було встановлено меморіальну дошку на північному фасаді будинку.
Після захоплення Криму радянською владою дачу націоналізували, на 1929 рік тут розміщувався санаторій Ленінградського текстильтресту, потім передали письменнику Максиму Горькому у зв'язку з сорокаріччям творчої діяльності. У Горького на дачі гостювали в 1920-х-1930-х роках Федір Шаляпін, Олексій Толстой, Костянтин Треньов, Самуїл Маршак, М. С. Тихонов, Г. П. Шторм. Максим Горький написав на дачі Тесселі п'єси «Васса Желєзнова», «Рябінін» і роман-епопею «Життя Клима Самгіна». Горький від 3 до 5 днів на тиждень за допомогою художника Ракитського працював над облаштуванням парку. Були облаштовані клумби, викорчувані старі дерева і вирубані старі чагарники, облаштовані алеї та доріжки до моря, для чого довбали каміння, на розчищених територіях висаджений фруктовий сад та екзотичні дерева, для чого з різних країн були замовлені саджанці та насіння. Був побудований великий прісноводний басейн, у якому Горький розводив рибок. Письменник разом з онуками любив кататися на човнах, які назвав іменами онучок «Марфа» та «Дарина».
У травні 1936 року Максим Горький виїхав до Москви і через три тижні помер. Після смерті Горького будівлю дачі Теселі було перероблено під апартаменти, при цьому історичний інтер'єр зберігся тільки частково. З того часу, коли дача належала Максиму Горькому, збереглися рояль, робочий стіл письменника, бібліотека, шкіряне крісло, стілець-крісло, підлоговий годинник, диван. На верхньому поверсі залишилися картини Юлія Клевера. Також збереглися історичні двері з дуба, паркетні підлоги, мармурові каміни і кахельні печі. На 1935 рік садиба Теселі була будинком відпочинку ЦВК СРСР.
У 1958 році на території дачі Теселі було встановлено бюст Горького.
У 1961 році дача використовувалася для відпочинку радянських космонавтів Юрія Гагаріна та Германа Титова.
На дачі був організований санаторій Верховної Ради Автономної Республіки Крим.
Згодом дачу Теселі викупила комерційна організація. Компанія з Татарстану ТОВ «Акар» побудувала для відпочинку на території кілька котеджів. Також на території розташовані SPA-комплекс, власний пляж, грязелікарня, майданчик для воркаута.